# Лія Рейчел Йоффі
Лія Рейчел Клара Йоффі (15 квітня 1883, Катеринослав, Російська імперія — 9 травня 1956, Клірвотер, Флорида, США) — американська письменниця, педагог і фольклористка.

## Біографія
Лія Йоффі народилася в Катеринославі в єврейській родині Авраама Йоффі. У 1891 році родина переїхала до Сполучених Штатів, а в 1909 році вона стала громадянкою США. Лія здобула ступінь бакалавра у Вашингтонському університеті в Сент-Луїсі в 1911 році, здобула ступінь магістра в Університеті Пенсільванії. У п'ятдесят років здобула ступінь доктора філософії.

## Кар'єра
Йоффі викладала уроки англійської мови для іммігрантів у Сент-Луїсі, штат Міссурі, поки навчалася в коледжі. З 1915 по 1931 рік викладала англійську мову у середній школі Солдан у Сент-Луїсі.
З 1944 по 1949 рік була професором англійської мови та політології в коледжі Котті в Міссурі. Антрополог Франц Боас спонукав її вивчати культуру єврейських іммігрантів у Сент-Луїсі, і багато її наукових праць присвячені цій темі.
Вона писала вірші та фотографувала.
Збірка віршів Йоффі була опублікована в 1926 році під назвою Темні вівтарні сходи. «Кожен вірш має повноту й кришталеву прозорість, які варті згадки в наш час фрагментарної поезії», — писав рецензент у газеті Сент-Луїса. «Міс Йоффі досягла якості співу та певного розмаху і сили в деяких своїх текстах, що рідко зустрічається в наш час поетичних примх і непоетичних фантазій».

## Публікації

### Поезія та художня література
- «Ad Gloriam» (1913, поема)[11]
- «Переселенець» (1913, поема)[12]
- «Плач чужоземця» (1920, вірш)[13]
- «Молитва на великий білий піст» (1920, вірш)[14]
- «Віра» (1920, поема)[13]
- «Sarah Miriam Goes to College» (1922, оповідання)[15]
- «Реб Шолом Довід» (1923, оповідання)[16]
- «Голос» (1923, вірш)[17]
- «The Lost Vision» (1924, поема)[18]
- Темні вівтарні сходи (1926, поетична збірка)[19]
- «Вірші Палестини» (1929, п'ять коротких віршів і п'ять фотографій Йоффі)[20]

### Стипендія
- «Сучасні пережитки стародавніх єврейських звичаїв» (1916)[21]
- «Прислів'я, приказки на їдиш тощо в Сент-Луїсі, Міссурі.» (1920)[22]
- «Популярні вірування та звичаї серед їдишомовних євреїв Сент-Луїса, Місурі». (1925)[23]
- «Три покоління дитячих співочих ігор у Сент-Луїсі» (1947)[24]
- «Пісні „Дванадцяти чисел“ і єврейський спів» (1949)[25]
- «Білий отець Чосера, ангели Мільтона та єврейська нічна молитва» (1951)[26]

## Спадок
Йоффі померла в Клірвотері, штат Флорида, в 1956 році у віці 73 років Вона заповідала свій маєток і понад 14 тисяч доларів Єврейській федерації Сент-Луїса для фінансування стипендій.